# Flota Aèria Militar Imperial
La Flota Aèria Militar Imperial (en rus: Императорский военно-воздушный флот), també coneguda com a Força Aèria Imperial Russa, va ser la força aèria de l'Imperi Rus entre 1910 i 1917.

## Història

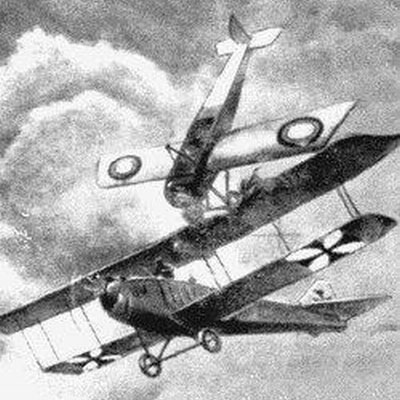
Representació de l'atac "Taran" dut a terme per Piotr Nésterov.

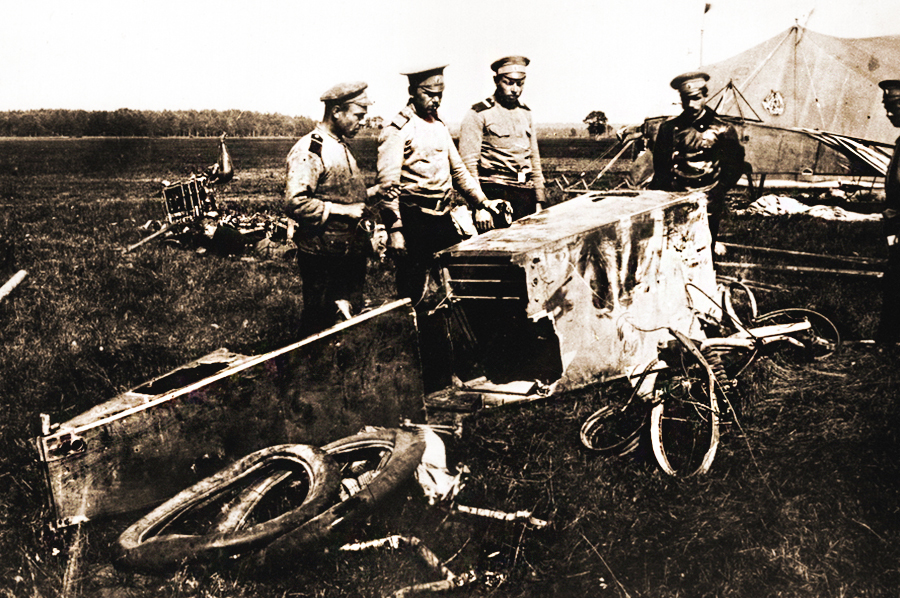
Restes de l'avió austríac Albatros, primer avió enemic destruït en vol de la història militar, amb l'ús del "Taran".

Els orígens de l'aviació russa es remunten als projectes teòrics del pioner de la ciència russa Nikolái Kibálchich i Aleksandr Mozhaiski en la dècada de 1880. En la dècada de 1900, els avanços en l'aviació van estar a càrrec de Konstantín Tsiolkovski.
El 1904 Nikolai Jukovski va fundar el primer Institut Central de Aerohidrodinàmica del món, en Kachino, a prop a Moscou. El 1910, l'exèrcit imperial rus va adquirir alguns avions francesos, i va iniciar la preparació dels primers pilots militars. La història de l'aviació militar russa està íntimament lligada al nom d'Ígor Sikorski, qui el 1913 va construir el primer biplà amb quatre motors, el Sikorsky Russky Vityaz, i el seu famós bombarder, el Sikorski Ilya Muromets. El mateix any, Dmitry Pavlovich Grigorovich va construir alguns "vaixells voladors" per a la Marina Imperial de Rússia.
El 1914 Jan Nagórski va realitzar per primera vegada en la història vols sobre l'oceà Àrtic, en cerca de l'exploració polar perduda de Georgy Sedov.
A principis de la Primera Guerra Mundial, Rússia tenia una força aèria solament superada per la francesa i gran part dels avions de la Força Aèria Imperial de Rússia havien estat adquirits a França. Al principi, els russos solament usaven l'aviació per a reconeixement i coordinació del foc artiller, però al desembre de 1914, un esquadró de bombarders Sikorsky Ilya Muromets va ser format i usat contra els exèrcits de l'Imperi Alemany i l'Imperi Austrohongarès.
Entre els pilots russos era llegendari Piotr Nésterov, que va dur a terme el primer atac aeri suïcida de la història de l'aviació, i el més destacat As de l'aire rus i pilot de caça Aleksandr Kazakov, que va derrocar a 32 avions enemics.

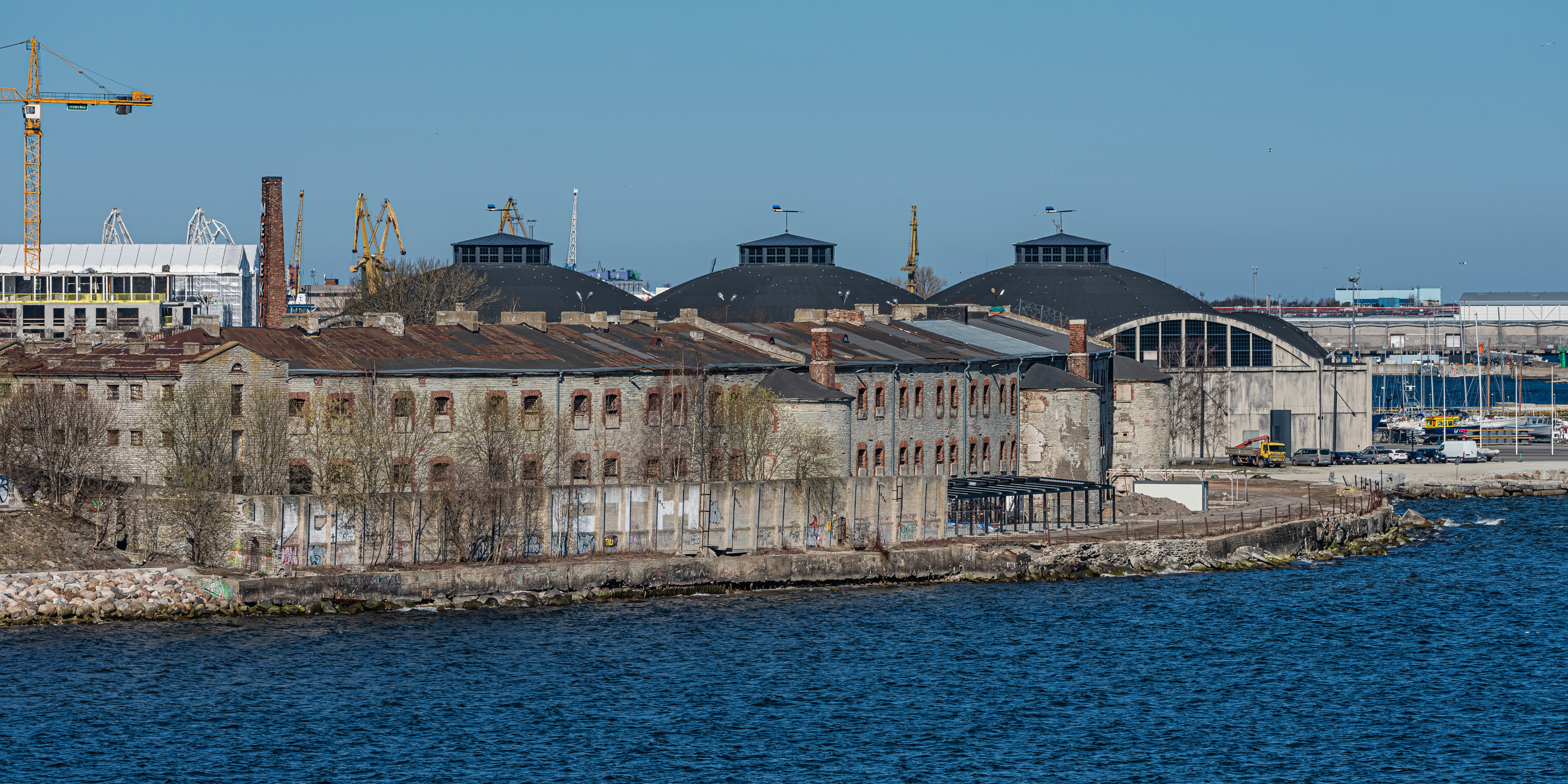
Hangars imperials en el port de Tallinn.

El 1915, la Força Aèria Imperial, formava part del Cos d'Enginyers, sent una branca separada de l'exèrcit, sota el comandament directe de la Stavka, però després dels significatius revessos en el Front Oriental, i el col·lapse econòmic en la rereguarda, la producció d'avions militars va caure per sota del rival de Rússia, Alemanya. Entre 1914 i 1917 solament prop de 5.000 avions van ser construïts a Rússia, en comparació dels més de 45.000 construïts a Alemanya.
A finals de 1916, Ígor Sikorski va construir el primer bombarder biplà de quatre motors anomenat Sikorsky Alexander Nevsky, però que mai va entrar en producció a causa de la Revolució d'Octubre de 1917, i a l'emigració d'Ígor Sikorski als Estats Units d'Amèrica el 1919.
Els hangars per als hidroavions de la Força Aèria Imperial de Rússia en el port de Reval (Tallinn), va ser un dels primers a reforçar l'estructura amb formigó al món.
Amb triomf de la revolució, la Força Aèria va esdevenir la Força Aèria Soviètica.